# Jemen az 1996. évi nyári olimpiai játékokon
Jemen az egyesült államokbeli Atlantában megrendezett 1996. évi nyári olimpiai játékok egyik részt vevő nemzete volt. Az országot az olimpián 2 sportágban 4 sportoló képviselte, akik érmet nem szereztek.

## Atlétika
Férfi
| Versenyző           | Versenyszám | Előfutam | Előfutam | Előfutam | Negyeddöntő | Negyeddöntő | Negyeddöntő | Elődöntő | Elődöntő | Elődöntő | Döntő   | Döntő    |
| Versenyző           | Versenyszám | Idő      | Hely.    | Össz.    | Idő         | Hely.       | Össz.       | Idő      | Hely.    | Össz.    | Idő     | Helyezés |
| ------------------- | ----------- | -------- | -------- | -------- | ----------- | ----------- | ----------- | -------- | -------- | -------- | ------- | -------- |
| Anvar Mohammed Ali  | 400 m       | 50,81    | 8.       | 58.      | kiesett     | kiesett     | kiesett     | kiesett  | kiesett  | kiesett  | kiesett | kiesett  |
| Szaíd Bászvejdán    | 800 m       | 1:49,35  | 6.       | 46.      |             |             |             | kiesett  | kiesett  | kiesett  | kiesett | kiesett  |
| Mohammed esz-Szaadi | Maraton     |          |          |          |             |             |             |          |          |          | 2:40:41 | 101.     |

## Birkózás
Kötöttfogású
| Versenyző         | Versenyszám | 32-es főtábla             | Nyolcaddöntő      | Negyeddöntő       | Elődöntő          | Vigaszág 2. kör            | Vigaszág 3. kör   | Vigaszág 4. kör   | Vigaszág 5. kör   | Vigaszág 6. kör   | Bronz- mérkőzés   | Döntő             | Helyezés |
| Versenyző         | Versenyszám | Ellenfél Eredmény         | Ellenfél Eredmény | Ellenfél Eredmény | Ellenfél Eredmény | Ellenfél Eredmény          | Ellenfél Eredmény | Ellenfél Eredmény | Ellenfél Eredmény | Ellenfél Eredmény | Ellenfél Eredmény | Ellenfél Eredmény | Helyezés |
| ----------------- | ----------- | ------------------------- | ----------------- | ----------------- | ----------------- | -------------------------- | ----------------- | ----------------- | ----------------- | ----------------- | ----------------- | ----------------- | -------- |
| Abdalláh el-Izáni | 48 kg       | Bratan Cenov (BUL) · 0–10 |                   |                   |                   | Tahir Zahidov (AZE) · 0–11 | kiesett           | kiesett           | kiesett           | kiesett           | kiesett           |                   | 19.      |